# Storm (museum)
Storm, i marknadsföringssammanhang versaliserat STORM, är ett danskt museum för humor och satir som ligger i Frederiksberg i Köpenhamn. Det är namngivet efter den danska serietecknaren Storm P och består av de två sammanslagna museerna Storm P. Museet och Alhambra - Museet for humor og satire. De två museerna slogs samman 2021, och flyttade in i Storm P. Museets lokaler, på Fredriksbergs Runddel 1.

## Storm P. Museet
Storm P. Museet ställde ut serietecknarens verk i huvudsalen på andra våningen och hade därutöver separatutställningar.

## Alhambra - Museet for humor og satire
Alhambra - Museet for humor og satire öppnade 1993 under namnet Det Danske Revymuseum. Det bytte namn 2018 och låg innan sammanslagningen på Allégade 5 i Frederiksberg.